# Glúmur Eyjólfsson
Glúmur Eyjólfsson (940 - 1004) mais conhecido pelo seu apelido Víga-Glúmur (Glúmur, o Assassino) foi um bóndi e víquingue de Þverá, Kviabekkur í Ólafsfirði, Eyjafjorður na Islândia. Filho de Eyjólfur Ingjaldarson, é o personagem príncipal da saga de Víga-Glúms, que adquire o seu nome. Casou-se com Halldóra Gunnsteinsdóttir (n. 944), neta de Eysteinn Rauðúlfsson, e desse relacionamento teve três filhos: uma filha, Þórlaug (n. 964) e dois filhos Már e Vigfúss Víga-Glúmsson. É também mencionado na saga Ljósvetninga e na saga de Reykdæla ok Víga-Skútu.
Glúmur foi acusado de um crime que sempre havia jurado não o ter cometido, sendo, apesar de tudo, acusado de o ter feito. O Althing sentenciou-o a levar o seu juramento a três templos de Eyjafjorður: Djúpadal, Gnupafell e Þverá.